# Der Kammersänger (Wedekind)
Der Kammersänger ist ein Drama von Frank Wedekind von 1897.

## Inhalt
Der Kammersänger Gerardo hält sich am Tag nach einer Tannhäuser-Aufführung in seinem Hotelzimmer auf. Der Tisch ist mit Bouquets und Geschenken von Zuschauern überdeckt. Er bereitet sich auf seinen nächsten Auftritt in Brüssel vor und hat dem Hotelpersonal den strikten Auftrag erteilt, niemanden in sein Zimmer zu lassen. Plötzlich kommt die sechzehnjährige Amerikanerin Isabel Coeurne hinter einem Fenstervorhang hervor und gesteht ihm ihre große Bewunderung. Gerardo gelingt es nur mit Mühe, sie abzuwimmeln. Als Nächstes erscheint ein alter Professor Dühring, der sich stundenlang in der Toilette versteckt hatte und ihm eine selbst komponierte Oper zeigt, um sein Urteil zu erfahren und seine Unterstützung zu bekommen. Der Sänger erklärt ihm, dass er keine Möglichkeiten habe, Werke zur Aufführung zu bringen, außerdem sei das Werk zu weit von der derzeitigen Wagner-Mode entfernt.
Schließlich erscheint seine Geliebte Helene Marowa und erklärt ihm, dass sie ihren Mann und die zwei Kinder verlassen wolle, um mit ihm zu leben und ihn zu begleiten. Gerardo erklärt ihr, dass es ihm in seinem derzeitigen Kontrakt untersagt sei, in Begleitung einer Frau zu reisen und sich zu binden. Als Helene erkennt, dass sie abgewiesen wird, erschießt sie sich vor seinen Augen.
Gerardo hat nun große Sorge, dass er seinen Zug nach Brüssel verpasst und damit kontraktbrüchig wird. Er zögert eine Weile, schließlich eilt er zum Zug und lässt die Sterbende mit dem Hotelpersonal zurück.
Frank Wedekind kritisierte in dem Drama die strenge Unterwerfung von Künstlern unter kommerzielle Interessen und Verträge und die sich daraus ergebende Trennung von künstlerischer Darstellung auf der Bühne und realem Verhalten im Alltag. Gleichzeitig parodierte er verschiedene Charaktertypen seiner Zeit. Vorbild für den Namens des Kammersängers war wahrscheinlich der erfolgreiche Operntenor Alexander Girardi, für den Professor der Kulturphilosoph Eugen Dühring.
In einem Vorwort von 1909 beklagte der Autor, dass das Stück bei Aufführungen oft bis zur Unkenntlichkeit gekürzt worden sei, und aus ernsthaften Charakteren nur noch ein einfaches Lustspiel geworden sei.

## Geschichte
Frank Wedekind hatte seit 1896 vergeblich versucht, seine ersten Dramen  in München oder Berlin auf die Bühne zu bringen. Im August 1897 reiste er nach Dresden und lebte dort bei seiner Schwester Erika Wedekind. Diese war Sängerin an der Hofoper. Frank Wedekind lernte das Leben der Sänger sehr gut kennen und schrieb unter diesem Eindruck innerhalb von etwa zwei Monaten das Drama Das Gastspiel.
Die Uraufführung erfolgte am 10. Dezember 1899 in Berlin durch die junge Secessionsbühne als deren erste Aufführung in ihrer neuen Spielstätte im Neuen Theater. Der Autor saß zu dieser Zeit wegen Majestätsbeleidigung in der Festung Königstein.
Das Theaterstück wurde sein erster größerer Bühnenerfolg und entwickelte sich zum am häufigsten gespielten Theaterstück zu Lebzeiten.

## Aufführungen

### Theater
- 10. Dezember 1899, Berlin, Neues Theater, Uraufführung durch Secessionsbühne, mit Paul Biensfeldt[6]
- 6. Februar 1903 (Premiere), Stadttheater Graz, mit Tilly Wedekind als Isabel Coeurne[7]
- 1931 Berlin, Volksbühne
- 1945, Berlin, Renaissance-Theater
- 1972 Dresden, Staatstheater

### Film
Es gab bisher drei Fernsehproduktionen und noch keinen Kinofilm.
- 1964 Sender Freies Berlin, mit Will Quadflieg, Produktion Ulrich Schamoni; 1967 einmal im Ungarischen Fernsehen gesendet[8]
- 1964 Fernsehen der DDR, mit Rolf Ludwig[9]
- 1972 Fernsehen der DDR, Inszenierung des Staatstheaters Dresden[10]

### Radio
Insgesamt sind 16 deutschsprachige Hörfunkproduktionen zwischen 1924 und 1976 bekannt.
- 1924: Süddeutsche Rundfunk AG – Regie: Nicht bekannt, Livesendung ohne Aufzeichnung, erste bekannte Hörfunkproduktion
- 1925: Schlesische Funkstunde – Regie: Fritz Ernst Bettauer, Livesendung ohne Aufzeichnung
- 1925: Gesendet in der Reihe: Das Drama der letzten 30 Jahre. Funk-Stunde Berlin – Regie: Alfred Braun, Livesendung ohne Aufzeichnung
- 1926: Ostmarken Rundfunk AG – Regie: Kurt Lesing, Livesendung ohne Aufzeichnung
- 1926: Schlesische Funkstunde – Regie: Fritz Walter Bischoff, Livesendung ohne Aufzeichnung
- 1927: Westdeutsche Rundfunk AG – Regie: Rudolf Rieth, Livesendung ohne Aufzeichnung
- 1948: Radio München – Regie: Wilm ten Haaf
- 1948: Österreichischer Rundfunk – Regie: Hermann Brix[11]
- 1949: Radio Stuttgart – Regie: Paul Land
- 1949: Hessischer Rundfunk – Regie: N. N.
- 1949: Rot-Weiß-Rot (Österreich) – Regie: Daniel Brier
- 1950: Österreichischer Rundfunk – Regie: Ludwig Unger
- 1954: Bayerischer Rundfunk – Regie: Friedrich-Carl Kobbe
- 1959: Sender Freies Berlin – Regie: Rolf von Goth
- 1965: Süddeutscher Rundfunk – Bearbeitung und Regie: Rudolf Noelte, mit Will Quadflieg, nach Film von 1964
- 1972: Rundfunk der DDR – Bearbeitung und Regie: Rudolf Christoph, letzte bekannte Hörfunkinszenierung

### Oper
- 1991 Das Gastspiel

## Textfassungen
- Der Kammersänger, 1899, Erstausgabe Zeno
- Der Kammersänger, 4. Auflage 1909, in Gesammelte Werke Gutenberg
- Der Kammersänger, 4. bis 13. Tsd., München 1919 (oder 1920) BLB Karlsruhe